# Neo Drift Out: New Technology
Neo Drift Out: New Technology est un jeu vidéo de course développé par Visco et édité par SNK en 1996 sur Neo-Geo MVS et Neo-Geo CD (NGM 213),,.

## Voitures
- Mitsubishi Lancer Evolution III
- Subaru Impreza 555
- Toyota Celica GT-Four